# Altpreußisches Garnisonregiment No. V (1756)
Das Garnisonregiment No. V war ein Infanterieverband der Preußischen Armee.

## Geschichte
Das Regiment wurde im Jahr 1741 in Schlesien aufgestellt und auf zehn Musketier- und zwei Grenadier-Kompanien gesetzt. Die beiden Grenadier-Kompanien wurden jedoch 1752 in den Felddienst übernommen und bildeten dann mit zwei Grenadier-Kompanien aus dem Garnisonregiment No. X das stehende Grenadier-Bataillon Nr. 5. Im Jahr 1755 wurde das Regiment um weitere zehn Musketierkompanien erweitert. Über Einsätze während des Siebenjährigen Krieges ist nichts bekannt.
Als das Regiment im Jahr 1788 aufgelöst wurde, kamen jeweils drei Kompanien zu den Depotbataillons der Infanterie-Regimenter No. 3, 5, 20, 21, 27 und 41 sowie zwei Kompanien in das Infanterie-Regiment No. 36.

### Stationierungsorte
- 1741–1742 Glogau
- 1743–1746 Glogau, Drossen, Reppen, Züllichau, Beeskow, Sommerfeld
- 1747–1750 Fürstenwalde, Glogau, Züllichau, Beeskow, Sommerfeld
- 1751–1755 Züllichau, Krossen, Drossen, Striegau, Neumarkt, Beeskow
- 1755–1764 Züllichau, Krossen, Drossen, Striegau, Neumarkt
- 1764–1777 Züllichau, Krossen, Drossen, Striegau, Neumarkt, Jauer
- 1779–1788 Züllichau, Krossen, Striegau, Neumarkt, Jauer

## Chefs
- 1741–1743 Christoph Friedrich von Thümen, ab 1743  Kommandant von Glogau
- 1743–1759 Generalmajor Friedrich Julius von Mützschefall
- 1759–1763 Generalmajor Gustav Adolph von Sydow („Jung-Sydow“)
- 1763–1770 Oberst Christian Friedrich von Berner
- 1770–1771 Oberst Johann Benjamin von Hasslocher
- 1771–1778 Oberst Adam Friedrich von Arnstedt
- 1778–1788 Generalmajor Paul von Natalis